# Статер

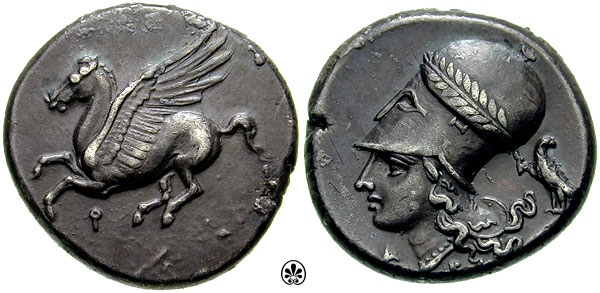
Статир з Коринфу, бл. 345 — 307 до н. е.

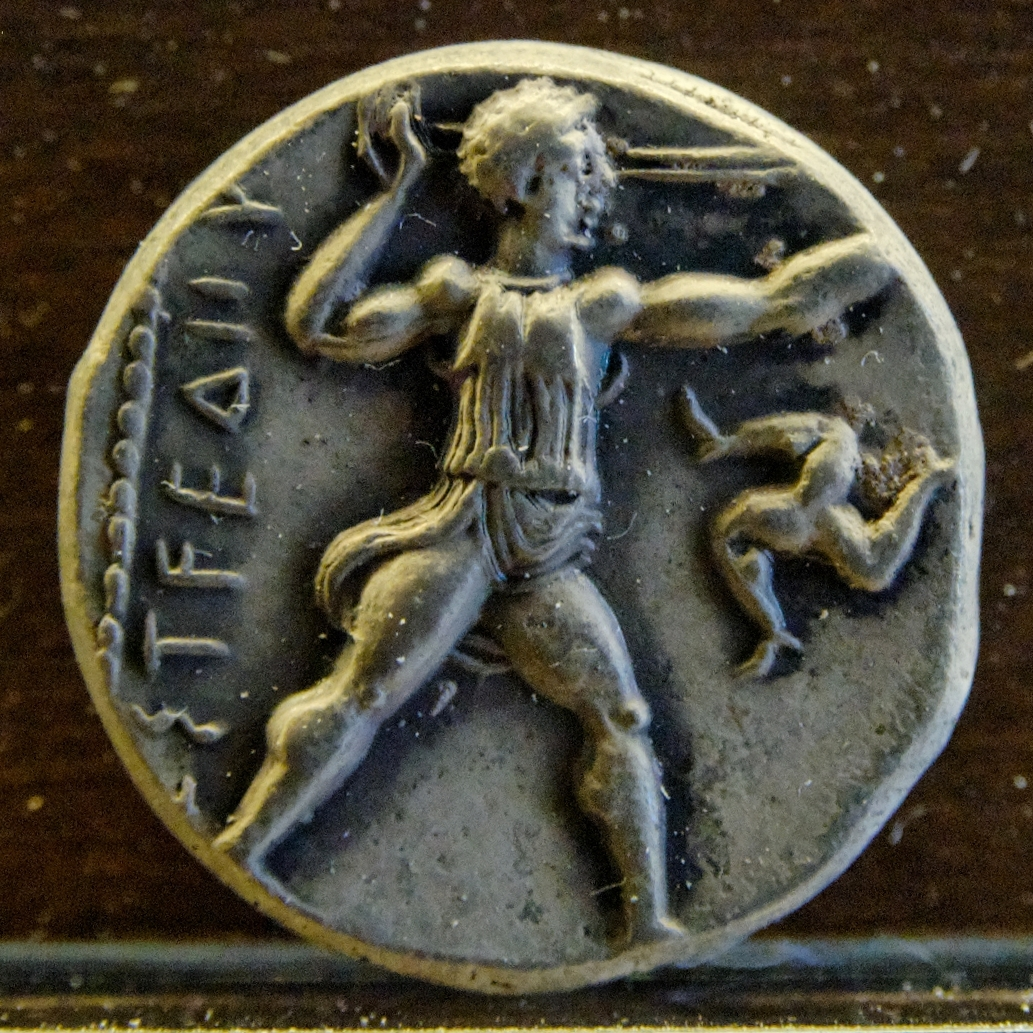
Зворотна сторона статера з Аспендоса з зображенням метальника

Стате́р (також стати́р) (дав.-гр. στᾰτήρ) — антична монета, яка була в обігу у Стародавній Греції та Лідії у період приблизно з початку V століття до н. е. до середини I століття н. е., також мала велике значення для кельтських племен.
Спочатку назва використовувалася в Афінах для монет, рівних за вартістю Тетрадрахмі (чотирьом Грецьким драхмам), хоча згодом в інших місцях статерами називали і дидрахми (монету в дві драхми).
Існував також золотий статер, проте карбували його лише в деяких місцях. Його вартість перебувала, в залежності від конкретних обставин, в діапазоні від 20 до 28 драхм (в Афінах, наприклад, — 20 драхм). Причина такого співвідношення полягала в тому, що вага золотого статера дорівнювала приблизно 8,5 грамів, тобто вазі двох срібних драхм, в той час як співвідношення вартості срібла до золота, після деяких коливань, встановилося як один до десяти. Найбільш відомі із золотих статерів:
- «Кізік» з малоазійського міста Кізікос ціною у 28 драхм;
- золоті статери, викарбувані в Галлії — галльські вожді відтворили їх за зразком монет, створених при Філіпові II Македонському в Македонії, і принесених на захід найманцями, що служили в арміях Філіпа, Александра Македонського чи наступників останнього.

## Номінали
- Золотий подвійний статер (дав.-гр. Χρυσοῦς διπλός στᾰτήρ) — електрова або золота монета, рівна 2 золотим статерам.
- Золотий статер (дав.-гр. Χρυσοῦς στᾰτήρ) — електрова або золота монета, рівна 10 срібним статерам.
- Статер (дав.-гр. Στᾰτήρ) — срібна монета, яка становила 1/50 міни (дав.-гр. Μνᾶ). Статери, карбовані у Великій Греції (дав.-гр. Μεγάλη Ελλάς), носили назву номос (дав.-гр. Νόμος). У різних монетних стопах равна 2-3 драхмам (дав.-гр. Δραχμή), 1 дідрахмі (дав.-гр. Δίδραχμον), 10 літрам (дав.-гр. Λίτρα), 12 оболам (дав.-гр. Οβολός), 120 унціям (дав.-гр. Όνκιον).
- Гемістатер (дав.-гр. Ημιστᾰτήρ) — монета, рівна 1/2 статера.
- Тріть (дав.-гр. Τρίτη) — монета, рівна 1/3 статера.
- Тетарте (дав.-гр. Τέταρτη) — монета, рівна 1/4 статера.
- Гекта (дав.-гр. Ήκτη) — монета, що дорівнює 1/6 статера.
- Гемітетарте (дав.-гр. Ημιτέταρτη) — монета, рівна 1/8 статера.
- Гемігекта (дав.-гр. Ημιέκτη) — монета, рівна 1/12 статера.
- Місгемітетарте (дав.-гр. Μυσημιτέταρτη) — монета, рівна 1/16 статера.
- Місгемігекта (дав.-гр. Μυσημιέκτη) — монета, рівна 1/24 статера.

## Відомі монети

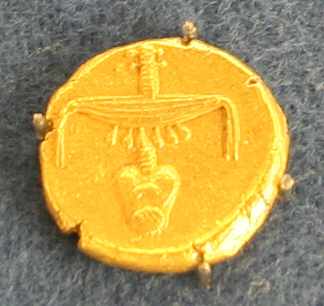
Староєгипетський золотий статер Нектанеба ІІ

- Аттичний золотий статер, в основному карбувався у 5 ст., вага бл. 8.6 гр.
- Староєгипетський золотий статер, 4 ст. до н. е.,
- Статер з Кізікоса, вагою 16 гр.
- Егінейський статер, срібна дидрахма, бл. 12.3 гр.
- Статер з Тасоса, срібний вагою бл. 10 гр.

## Ісус дає податок на храм
В Євангелії від Матвія

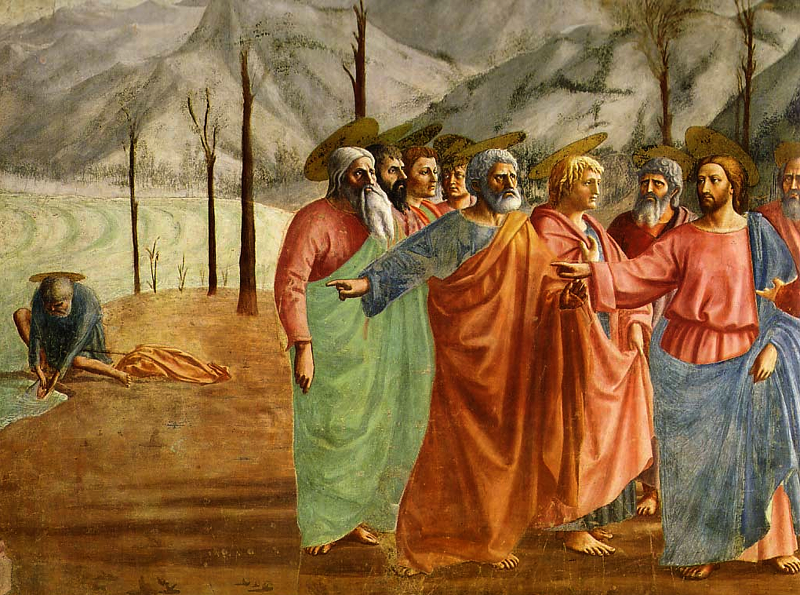
Мазаччо, «Чудо із статиром», бл. 1425, Санта-Марія-дель-Карміне, Флоренція

(Мт. 17:24-27) описано одне з чудес Ісуса Христа, пов'язане зі статиром. Одного разу, як прийшли вони в Капернаум, до апостола  Петра звернувся збирач податку на Єрусалимський Храм і задав питання «чи не заплатить ваш учитель дидрахми?» Сподіваючись, що Ісус відповість відмовою і це стане звинуваченням проти нього. Петро відразу сказав, що вони заплатять податок. Прийшовши до дому, почув від Христа питання: «Як ти думаєш Симоне: царі земні з кого беруть мито або податки: від синів своїх, чи чужих? Петро: Від чужих. Ісус сказав йому: Тож вільні сини». Але щоб їх не спокусити своєю поведінкою Ісус наказав Петру піти над море, та вудку закинути «першу рибу, яку зловиш, візьми, і рота відкрий їй, — і знайдеш статира, візьми ти його, і віддай їм за Мене й за себе».